# Susanna Blunt
Susanna Blunt (* 1941 in Harbin, China) ist eine kanadische Porträtkünstlerin, die vor allem für ihr Abbild von Königin Elisabeth II. auf kanadischen Münzen bekannt ist.

## Leben
Susanna Blunt wurde in Harbin, China, als Tochter eines englischen Bankiers geboren und wuchs in British Columbia, Kanada, auf. Bereits im Alter von drei Jahren begann sie zu zeichnen und entschied sich früh für eine künstlerische Laufbahn. Als Teenager besuchte sie die Banff School of Fine Arts und setzte ihre Ausbildung an der Byam Shaw School of Drawing and Painting in London, England, fort. Anschließend erhielt sie ein Stipendium für die Royal Academy of Arts, wo sie mehrere Auszeichnungen und eine Silbermedaille gewann. 
1966 hatte sie ihre erste Einzelausstellung in der Canadian Art Gallery in Calgary, Alberta. Nach ihrer Rückkehr nach Kanada im Jahr 1970 ließ sich Blunt in Vancouver nieder. Sie arbeitete mit Yoko Ono an verschiedenen Kunstprojekten und begann eine Lehrtätigkeit in Kalifornien. Später unterrichtete sie in Vancouver, unter anderem drei Jahre lang an der Fakultät für Bildende Kunst der University of British Columbia.
Blunt erlangte Bekanntheit für ihre Trompe-l’œil-Gemälde und gestaltete 1988 den optischen Täuschungsraum für das Science World Museum in Vancouver. In den frühen 1990er Jahren lebte sie in Frankreich und nahm an mehreren Ausstellungen teil, wobei sie in einem internationalen Wettbewerb ausgezeichnet wurde. Sie porträtierte zahlreiche Persönlichkeiten, darunter den Maler Toni Onley, den Autor George Woodcock, den Filmproduzenten Stanley Donen und den Cellisten Steven Isserlis. 1997 fertigte sie ein Porträt von Prinz Edward an.

## Werk
Susanna Blunt ist vor allem für ihre Porträtkunst bekannt. Ihr Stil zeichnet sich durch Realismus und Detailgenauigkeit aus, wobei sie oft einen modernen Ansatz in die traditionelle Porträtmalerei einbringt. Ein herausragendes Beispiel ist ihr Porträt von Königin Elisabeth II., das von 2003 bis 2023 auf kanadischen Münzen verwendet wurde. Bemerkenswert ist, dass die Königin auf diesem Porträt ohne Krone dargestellt wird, was einen informelleren und zugänglicheren Eindruck vermittelt.